# NHK花泉永井テレビ中継局
NHK花泉永井テレビ中継局（エヌエイチケイはないずみながいテレビちゅうけいきょく）は、岩手県一関市の旧花泉町に設置されているNHK盛岡放送局のテレビ中継局。現在は地上アナログテレビ放送の中継局が設置されている。2010年に地上デジタルテレビ放送中継局の開設が予定されていたが、結局置局されなかった。ただし、エリア内の一部で受信障害が発生したため、ギャップフィラー方式のデジタル中継局が開局した。

## 中継局概要
| 放送局名    | チャンネル | 空中線電力        | ERP                 | 放送対象地域 | 放送区域内世帯数 |
| NHK盛岡教育 | 40ch       | 映像3W /音声750mW | 映像22.8W /音声5.7W | 全国放送     | 不明             |
| NHK盛岡総合 | 46ch       | 映像3W /音声750mW | 映像22.8W /音声5.7W | 岩手県       | 不明             |

- 当初、2011年7月24日で廃局となる予定だったが、同年3月11日に発生した東日本大震災の影響から、廃局が、2012年3月31日まで延期された。

## 所在地
- 一関市花泉町永井（高倉北方高地）

## 放送エリアなど
- 一関市の旧花泉町永井地区をカバーしている。なお在盛民放局は当地に中継局を置いてないため、一関中継局を受信する。